# مركز التدريب الدولي التابع لمنظمة العمل الدولية
مركز التدريب الدولي التابع لمنظمة العمل الدولية (ITCILO) هو ذراع تدريب منظمة العمل الدولية (ILO). وهو يدير خدمات التدريب والتعلم وتنمية القدرات للحكومات ومنظمات أصحاب العمل ومنظمات العمال والشركاء الوطنيين والدوليين الآخرين لدعم العمل اللائق والتنمية المستدامة. إنه جزء من منظومة الأمم المتحدة.

## روابط خارجية
- الموقع الرسمي
- مركز التدريب الدولي التابع لمنظمة العمل الدولية
- جائزة نوبل للسلام عام 1969 عن منظمة العمل الدولية
- يحتوي على نسخ إلكترونية من منظمة العمل الدولية تقارير نشرت من عام 1919 فصاعدا